# Canon EOS M
Canon EOS M — первый беззеркальный цифровой фотоаппарат семейства Canon EOS, представленный 23 июля 2012 года. Буква «M» в названии означает англ. mirrorless — «беззеркальный». Продажи камеры начались в США в ноябре 2012 года.
Фотоаппарат использует модифицированную версию байонета Canon EF — Canon EF-M и позволяет устанавливать объективы семейства EF (включая EF-S) через переходник EF—EOS M. Вместе с фотоаппаратом представлены два объектива EF-M: зум EF-M 18-55mm f/3.5-5.6 IS STM и объектив с фиксированным фокусным расстоянием EF-M 22mm f/2 STM.
Матрица: CMOS  18Мп  (размера APS-C), встроенная система очистки. Процессор Digic-5. Интерфейсы:  USB 2.0, выход видео (PAL/ NTSC) (интегрирован с USB-терминалом), мини-выход HDMI (совместим с HDMI-CEC), вход для внешнего микрофона (3,5мм стерео мини).
Фотоаппарат  предлагается в четырёх цветовых вариантах: чёрный, белый, серебристый и красный.
Canon EOS M совместим с аксессуарами семейства EOS, включая вспышки Canon Speedlite, беспроводные пульты дистанционного управления и GPS-приёмник GPE-2.

## Начало продаж и стоимость
Продажи камеры в США начались в ноябре 2012 года. Предполагаемая стоимость варианта с объективом EF-M 22 мм — 800 долларов США.  Продаются также наборы с EF-M 18-55 f/3.5-5.6 IS STM и внешней вспышкой  Speedlite-90EX.

## Canon EOS M2
В декабре 2013 года представлена модель EOS M2. Основные отличия — более компактные размеры, поддержка беспроводной технологии Wi-Fi, увеличение скорости работы автофокусировки.

## Canon EOS M3
Canon EOS M3 представлена 6 февраля 2015 года. В сравнении с первыми двумя моделями камера стала крупнее, появились два диска ручного управления, установлена новая КМОП матрица 24 млн пикселей. Установлен новый процессор Digic 6. Система автофокусировки Hybrid CMOS AF III (49 датчиков) стала ещё быстрее. Экран сделали откидным, добавлена встроенная вспышка, выпускается съёмный электронный видоискатель Canon EVF-DC1.

## Canon EOS M10
Фотоаппарат появился в октябре 2015 года и пришёл на смену моделям M и M2. Процессор - Digic 6, встроенная вспышка. Исчезла поддержка ИК-пультов.

## Начало продаж и стоимость
Начало продаж в Японии с 26 марта, в Европе ожидается в конце апреля. В Европе только в комплекте с объективом EF-M 18-55mm f/3.5-5.6 IS STM стоит 749 евро. Видоискатель продаётся отдельно по цене 219 евро. В Японии аналогичный комплект стоит от 69 000 йен, а вместе с видоискателем — 72 700 йен.